# ساکو (جورجیا)
ساکو (به انگلیسی: Saco) یک منطقهٔ مسکونی در ایالات متحده آمریکا است که در شهرستان میچل، جورجیا واقع شده‌است.